# Taumátropo

El florero está en una cara del disco, y las flores en otra. Al girar el hilo, se crea la ilusión de ser una sola imagen (taumatropo de 1825).

El taumátropo (del griego θαύμα "portento" y τρόπος "giro"), también llamado Maravilla giratoria o, en inglés, Wonderturner, es un juguete óptico que fusiona en una sola imagen dos figuras distintas pero complementarias, que fue inventado por John Ayrton Paris en 1824.
Consiste en un disco con dos imágenes diferentes en ambos lados y un trozo de cuerda a cada lado del disco. Ambas imágenes se unen estirando la cuerda entre los dedos, haciendo al disco girar y cambiar de cara rápidamente. El rápido giro produce, ópticamente, la ilusión de que ambas imágenes están juntas.
Su invento suele atribuírsele a John Ayrton Paris, que lo habría construido para demostrar el principio de persistencia retiniana, ante el Real Colegio de Físicos de Londres, en 1824. En aquella ocasión, utilizó los dibujos de un papagayo y una jaula vacía para causar la ilusión de que el pájaro estaba dentro de la jaula.
Fue muy popular en la Inglaterra victoriana, los taumatropos de la época solían incluir pequeños versos acompañando a las imágenes. Además, es el precursor de otros instrumentos más complejos, el zoótropo y el praxinoscopio, precursores a su vez del cine.

## Etimología
El nombre acuñado para este aparato se traduce como "girador de maravillas" del griego clásico: θαῦμα "maravilla" y τρόπος "vuelta".

## Invento
En 2012, se creyó que un taumátropo prehistórico había sido descubierto en las cuevas Chauvet en Francia, pero existen dudas de si este disco era considerado como un taumátropo cuando se fabricó. 
La invención del taumátropo se le acredita generalmente a John Ayrton Paris. Se dijo que Paris utilizó uno para demostrar la persistencia de la visión al Royal College of Physicians en Londres en 1824. Charles Babbage afirmó en 1864 que el taumatropo fue inventado por el geólogo William Henry Fitton después de que el propio Babbage le contara cómo el astrónomo John Herschel le había hecho ver las dos caras de un chelín a la vez girándolo rápidamente.

## Cómo funciona
Un taumátropo es un disco pequeño, sujetado por dos cuerdas unidas a cada uno de sus lados. Se dibuja una imagen en cada una de las caras del disco y se utiliza de tal manera que, cuando se hace girar el disco, las dos imágenes aparecen sobrepuestas. Para hacer girar el disco, una de las cuerdas se aguanta en una mano y se rota el disco para enrollar el hilo. Después, las dos cuerdas se cogen y se deja girar el disco libremente. Estar gentilmente los hilos asegurará que se continúen desenrollando y enrollando. Este movimiento causa la rotación del disco, primero en una dirección y después en otra. Cuanto más rápido gire el disco, más grande será la claridad de la ilusión.
Aunque los taumátropos no producen escenas animadas, depende del mismo principio de la persistencia de la visión que otros juguetes ópticos para crear ilusiones del movimiento. La persistencia de la visión es la habilidad que tiene el ojo de retener una imagen aproximadamente 1/20 segundos después que haya desaparecido. En este caso concreto, el ojo continúa viendo las dos imágenes en cualquiera de los lados del taumátropo poco después que cada una haya desaparecido. A medida que el traumátropo gira, la serie de flashes rápidos son interpretados por el ojo como una sola imagen continua.
Un ejemplo de taumátropo tiene un árbol con las ramas peladas en un lado mientras que en el otro tiene hojas. Cuando se gira, el árbol parece que tenga todas las hojas. Otro ejemplo es un pájaro en una banda y una jaula en la otra. Cuando se hace rotar el disco, el pájaro aparece atrapado en la jaula. Este ejemplo del pájaro y la jaula fue utilizado en el primer taumátropo y es la imagen más utilizada y vista en este tipo de juguete óptico hoy en día.

## Producción Comercial
El primer taumatropo comercial fue registrado en Stationers' Hall el 2 de abril de 1825 y publicado por W. Phillips en Londres como El taumatropo: rondas de diversión o cómo complacer y sorprender por turnos, vendiéndose en cajas de doce o dieciocho discos. Incluía una hoja con frases o enigmas para cada disco, a menudo con un significado político. Paris fue generalmente considerado su autor, pero no se mencionó su nombre en el producto o su envase.
El precio de un set (siete chelines por doce discos o media guinea por dieciocho) fue muy criticado ya que media guinea era aproximadamente una semana de sueldo de un trabajador promedio. También se defendió que su inventor tenía derecho a ganar algo de dinero con su invención mientras fuese una novedad, antes de que fuese imitado como había sucedido años antes con el caleidoscopio. Más tarde, Paris afirmó haber ganado 150 libras en sus ventas en Reino Unido.
Como era de esperar, las copias piratas del artilugio no se hicieron esperar y eran mucho más baratas. El set Thaumatopical Amusement estaba disponible en cajas de seis discos por un chelín.
A pesar de que el juguete se hizo muy popular, las copias originales son muy difíciles de encontrar; solamente se conserva un set producido por W. Phillips en la colección de Richard Balzer, y se conserva otro disco en la Cinematheque Francaise.

## Taumatropos en la cultura popular
En el videojuego "BioShock Infinite" de 2013, el pájaro y la caja taumatropo aparece en varias ocasiones.
En 2011, en la película Hugo de Martin Scorsese, la escena final comienza en medio de una conversación acerca de los precursores del cine, incluyendo el taumatropo.
En 2006, en la película The Prestige de Christopher Nolan, el personaje interpretado por Michael Caine usa un taumatropo para explicar la persistencia de la visión.
En 1999, en la película Sleepy Hollow de Tim Burton, el personaje interpretado por Johnny Depp muestra un taumatropo y su caja.
En 1827, el libro Philosophy in Sport made Science in Earnest, being an attempt to illustrate the first principles of natural philosophy by the aid of popular toys and sports presentó por primera vez el taumatropo y criticó a sus copias inferiores. La cabecera del capítulo estaba ilustrada con un dibujo de George Cruikshank de un hombre mostrando el funcionamiento de un taumatropo a una niña y un niño. Primeramente se publicó de forma anónima, pero posteriormente se acreditó su autoría a John Ayrton Paris.